# Bacup
Bacup is een plaats in het bestuurlijke gebied Rossendale, in het Engelse graafschap Lancashire. De plaats telt 13.323 inwoners (2011).

## Geboren
- Johnny Clegg (1953-2019), in Engeland geboren Zuid-Afrikaanse muzikant en antropoloog
- Marc Pugh (1987), voetballer
- Reece James (1993), voetballer